# Штифт

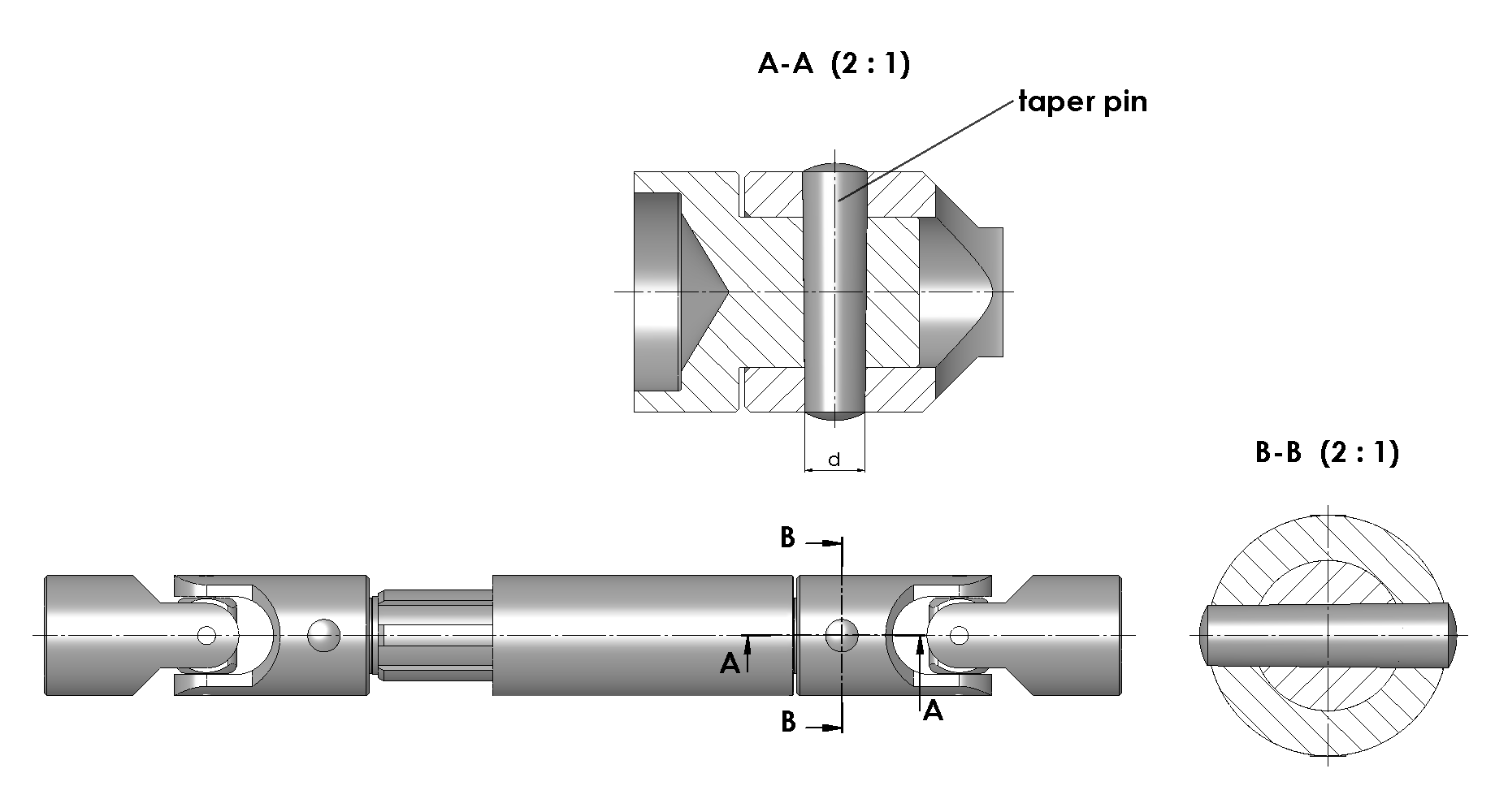
Штифтове з'єднання деталей з використанням конічного гладкого штифта

Штифт, шпеник (нім. Stift) — деталь циліндричної або конічної форми для нерухомого з'єднання деталей, як правило, у строго зафіксованому положенні, а також для передачі відносно невеликих навантажень. Перед тим, як встановити штифт, деталі, які ним будуть з'єднуватися, закріпляють у необхідному положенні, у них просвердлюється та розвертається отвір для штифта, а потім у цей отвір вмонтовується сам штифт, який скріплює деталі.
За формою штифти бувають конічні і циліндричні. За конструкцією і перші, і другі виконують гладкими, з насічкою або витисненими рівцями. Циліндричні штифти можуть виготовлятись пружинними методом вальцювання зі стрічки.

## Циліндричні штифти

Циліндричний штифт

Циліндричні штифти поміщають в отвори по посадці з натягом. У рухомих з'єднаннях циліндричні штифти ставлять з розклепуванням кінців. Недоліком циліндричних штифтів є ослаблення посадки при повторних складаннях і розбірках.
В основному циліндричні штифти застосовують як установчі елементи для покращеної фіксації деталей, що взаємно сполучаються і у тих випадках, коли виникає необхідність захистити з'єднувані деталі від бокових зміщувальних зусиль.

## Конічні гладкі штифти

Конічний гладкий штифт

Штифти конічної форми встановлюють в наскрізні отвори. У глухі отвори ставлять конічні штифти з різзю. У з'єднаннях, що зазнають вібрацій та ударів, ставлять штифти з розвідним (для фіксації) кінцем. Такі ж конічні штифти застосовують і в з'єднаннях обертових деталей. Конічні штифти мають конусність 1:50. Конічний штифт є універсальнішим у порівнянні з циліндричним, так як у зв'язку з особливістю своєї форми може використовувати багаторазово без зменшення точності локалізації деталей.
Циліндричні і конічні штифти виготовляють із конструкційних сталей.

## Пружинні штифти

Пружинний штифт

Пружинні штифти мають форму циліндричної трубки, розрізаної уздовж твірної. Їх виготовляють із пружинної сталі з наступною термообробкою. Пружинні штифти вставляють в отвори, які за своїм діаметром є меншими від діаметра штифта. Надійне з'єднання забезпечується за рахунок сил пружності матеріалу штифта. Багаторазові збирання та розбирання переважно не приводять до помітного ослаблення сили зчеплення.

## Штифти з насічками та рівцями

Штифт з насічкою у вигляді трьох рівців

Такі конструкції штифтів відрізняються від гладких штифтів тим, що мають на поверхні рівці та насічки різної форми. При забиванні таких штифтів матеріал що витискається заповнює рівці і додатково чинить опір самовільному рухові штифта. Це і забезпечує підвищену міцність зчеплення.
Слід відзначити, що штифти з насічкою чи рівцями допускають багатократний монтаж і демонтаж без ослаблення сили зчеплення. Виготовляють ці штифти з пружинної сталі.